# Topless Women Talk About Their Lives (banda sonora)
Topless Women Talk About Their Lives es la banda sonora de la película neozelandesa homónima, Topless Women Talk About Their Lives. Fue lanzado junto a la película por Flying Nun Records.

## Lista de canciones
1. "Hey Seuss" - The 3Ds
2. "North by North" - The Bats
3. "Anything Could Happen - The Clean
4. "Animal" - The 3Ds
5. Saskatchewan" - Superette
6. "Buddy" - Snapper
7. "I Love My Leather Jacket" - The Chills
8. "Down in Splendour" - Straitjacket Fits
9. "Point That Thing Somewhere Else" - The Clean
10. "Waves" - Superette
11. 'She Speeds" - Straitjacket Fits
12. "Fish" - The Clean
13. "Spooky" - The 3Ds
14. "Not Given Lightly" - Chris Knox